# УСС Бејнбриџ (ДЛГН-25)
УСС Бејнбриџ (USS Bainbridge) (ДЛГН-25/ЦГН-25) била је нуклеарна ракетна крстарица Америчке ратне морнарице, депласмана 7800 тона. Позната је као најмањи површински ратни брод на нуклеарни погон у свету.

## Пројект
Крстарица Бејнбриџ остварење је планова Америчке ратне морнарице из педесетих година 20. века о градњи нуклеарних разарача или фрегата како су их тада означили. Брод је требало да има неких 7800 тона стандардног депласмана, нуклеарни погон који би му омогућио практички неограничен доплов и најмодерније ракетно наоружање. И Бејнбриџ је, као и Лонг Бич пројектован без топовског наоружања, али је накнадно добио два двоцевна аутоматска топа калибра 76 mm за блиску противваздушну одбрану.
Кобилица Бејнбриџа положена је 14. маја 1959. у бродоградилишту Бетлехем Стил Компани, где се у то време градила и крстарица Лонг Бич. Како би се нагласила важност целог пројекта самом чину полагања кобилице присуствовао је вицеадмирал Хајман Риковер. Догађај је, у складу с тадашњом класификацијом америчких ратних бродова описан као почетак градње прве нуклеарне фрегате на свету. Поринуће је обављено 15. априла 1961. под именом комодор Виљем Бејнбриџ. Тако је ДЛГН-25 постао четврти брод који је носио то име у историји Америчке ратне морнарице.

## У служби Америчке ратне морнарице
Након успешно проведеног испитивања свих бродских система, посебно погонског, брод је 6. октобра 1962. предан Америчкој ратној морнарици на церемонији у Квинку. Главна особа том приликом био је адмирал Арлеј А. Бурке, тадашњи начелник поморских операција, по којем ће двадесет година касније Америчка ратна морнарица назвати класу својих најсавременијих разарача. Након примопредаје заповедништво над бродом преузео је капетан бојног брода Рејмонд Е. Пит и одвео га у његову прву матичну луку - Чарлстон, Јужна Каролина. Одмах након тога Бејнбриџ је послан на опсежни програм испитивања те преобуке посаде на нови брод. Том је приликом посада морала разрадити основне стандардне поступке управљања бродским системима.
У јануару 1963. Бејнбриџ се вратио у Чарлстон како би се придружио мешовитој Твелв ескадрили састављеној од крстарица и разарача наоружаних ракетним системима. На првом крстарењу Бејнбриџ је послан у фебруару 1963. како би се у Медитерану придружио првом носачу авиона на нуклеарни погон Ентерпрајз. Прва страна лука коју је посетио била је Тулон у Француској.
У априлу 1964. током другог крстарења Медитераном Бејнбриџ се придружио крстарици Лонг Бич и носачу авиона Ентерпрајз како би оформили прву ударну групу ратних бродова на нуклеарни погон Таск Груп 60.1 под заповедништвом комодора Бернарда М. Стрима. Три су брода 13. маја 1963. почели операцију Морска орбита (крстарење око света). Бејнбриџ се вратио у Чарлстон у октобру 1964. након препловљених више од 30.000 наутичких миља.
У децембру 1965. Бејнбриџ је почео са својим првим крстарењем Јужним кинеским морем и уз обале Вијетнама. Притом је служио као заповедни брод ескортне ескадре око носача авиона Ентерпрајза који је такође први пут коришћен у ваздушним ударима по циљевима у Северном Вијетнаму. У нову матичну луку Лонг Бич Бејнбриџ се вратио у јуну 1966. након преваљених више од 72.000 наутичких миља.
Бејнбриџ је могао пловити брзином између 29 и 30 чворова и више од 15 дана без прекида
Ново крстарење уз обале Вијетнама почело је већ децембра 1966. којом је приликом Бејнбриџ деловао и у Тонкиншком заливу. Током тог крстарења, а како би се посада мало одморила од свакодневних напрезања и стресова Бејнбриџ је кратко посетио Ремантле у Аустралији. Приликом повратка на позицију у Тонкиншком заливу Бејнбриџ је постигао брзински рекорд у одржавању просјечне брзине крстарења јер је 6.660 наутичких миља препловио у мање од две недеље просјечном брзином од 29,9 чворова. Тиме је само још једном доказана ефикасност нуклеарног погона и на релативно малим површинским бродовима.
Током лета 1967. Бејнбриџ је поновно променио матичну луку - Велејо, у Калифорнији. Прави дужи одмор за посаду уследио је тек од 2. октобра 1967. због докирања крстарице у бродоградилишту Нејвл Шипјард Маре Ајланд због прве измене нуклеарног горива. Докирање је завршено 10. маја 1968. те је Бејнбриџ враћен у оперативну употребу. У првих пет година употребе Бејнбриџ је препловио више од 300.000 наутичких миља без већих кварова те је добио надимак „Сиви Дух Оријента“, понајвише због своје натпросечне брзине.
Обављање нових борбених задатака, уз Вијетнам, почело је 6. јануара 1969. На самом почетку Бејнбриџ је учествовао у дводневној операцији спасавања повређених са носача авиона Ентерпрајз који је претрпео разарајући пожар на главној палуби. Како је Ентерпрајз због тога повучен из борбених деловања Бејнбриџ се придружио ескортним бродовима носача авиона Кити Хок, Бон Хом Ричард и Токондерога. Након повратка Бејнбриџ је поновно добио ново/стару матичну луку Лонг Бич.
Своје пето и последње борбено крстарење у Тонкиншком заливу Бејнбриџ је почео 26. маја 1971. када је био у пратњи носача авиона Орискану, Мидвеј и Ентерпрајз. То је крстарење окончано 23. новембра исте године. Након тога Бејнбриџ ће још неколико пута крстарити водама Јужнокинеског мора али више неће борбено деловати у Вијетнаму.
Од 30. јула 1974. до 24. септембра 1976. Бејнбриџ је прошао кроз 103 милиона долара вредан програм модернизације и поновне измене горива. У међувремену америчка је ратна морнарица променила своју класификацију ратних бродова те је 30. јула 1975. Бејнбриџ класификован као крстарица, а додијељена му је ознака ЦГН 25.
Током идућих шест година крстарица Бејнбриџ ће дјеловати у водама Пацифика, Индијског океана и Персијског залива. Матичну луку још једном је заменила 14. априла 1977. - Сан Дијего у Калифорнији. Током крстарења од 27. фебруара до 21. септембра 1981. крстарица Бејнбриџ је спасила 50 „људи из чамаца“. Још 51 особа спашена је током крстарења од 1. септембра 1982. до 29. априла 1983. Крстарица Бејнбриџ је учествовала и у операцији спашавања 318 радника са индијске нафтне платформе коју су заузели терористи.
Од 23. октобар 1983. до почетка април 1985. проведена је још једна модернизација и измена горива у бродоградилишту Паџет Саунд Нејвл Шипјард у Бремертону. У јулу 1985. још је једном промењена матична лука - Норфок, Вирџинија, што је значило да крстарица Бејнбриџ прелази из Пацифичке у Атлантску флоту. Тако је у августу 1986., након 22 године, крстарица Бејнбриџ поновно упловила у Медитеран. Током крстарења 1988. посетила је луке у Француској, Израелу, Египту, Мароку и Тунису. Занимљиво је да је Канаду Бејнбриџ први пут посетио тек у јуну 1990. када је упловио у луку Халифакс. То крстарење је искориштено да 5. септембра први пут уплови у Портсмут у своју прву посету Уједињеном Краљевству.
У децембру 1991. крстарица Бејнбриџ је први пут прошла кроз Суецки канал као ескортни брод нуклеарног носача авиона Ајзенхауер који је пловио према Персијском заливу како би учествовао у операцији Пустињска олуја.
Своје последње борбене задатке крстарица Бејнбриџ обавила је у Медитерану, тачније у Јадранском мору где је учествовала у операцијама Шарп Гард, Динај Флајт и Редкраун. За време тих операција обављено је укупно 104 прегледа сумњивих пловила.
Крстарица Бејнбриџ отписана је из службе након 33 године служења. С пописа оперативних бродова брисана је 13. септембра 1996. иако су њени нуклеарни реактори угашени још у мају.

## Опис брода
Бејнбриџе је пројектован на основу захтјева Америчке ратне морнарице за новим корветама с почетка педесетих. Требало је да ти ратни бродови обављају задатке ескорта носачима авиона те су стога у оригиналу добили само ракетно наоружање намијењено борби против авиона и подморница. Топовско наоружање није било предвиђено јер се није очекивало да би ти бродови, током дјеловања на отвореном мору могли доћи у блиски контакт с противничким бродовима или авионима. Слично као и код крстарице Лонг Бич, и крстарица Бејнбриџ је накнадно добила два топа како би јој се пружила барем теоретска могућност одбране од противничких брзих и малих пловила.
За разлику од Лонг Бича која је, између осталог послужила и за испитивање неких револуционарно нових радарских система, крстарица Бејнбриџ је од самог почетка пројектована по провјереним стандардима и опремљена провјереним оружјем. У основи је рађена по пројектима крстарица класе Леаху уз све потребне измјене како би се конструкција брода прилагодила нуклеарном погону, али су зато наоружање и електронска опрема били идентични.
Због уградње свих потребних уређаја нуклеарног погона, али и неких нових борбених система, пуни депласман крстарице Бејнбриџ при крају њезине оперативне службе нарастао је на 8.592 тоне. Притом се мора имати на уму да Бејнбриџ није морао крцати гориво за своје погонско постројење те да се сва корисна носивост могла искористити за смјештај наоружања и хране за посаду те је на мору без попуне могао издржати дуже од два мјесеца. Дужина трупа преко свега била је 172,3 m (565 ft). Највећа ширина трупа износила је 17,6 m уз газ од 9,5 метра. У односу на класу Леаху Бејнбриџ је била дужа и шира за непуни метар.
Посаду су чинила 42 официра и 516 подофицира и морнара. На броду је био осигуран смјештај и за још шест официра и дванаест подофицира ако би се нашао у улози заповједног брода флоте.

## Погонски систем
Основу погонског система крстарице Бејнбриџ чинила су два нуклеарна реактора PWR Д2Г твртке Џенерал Електрик који су покретали двије парне турбине. Та је комбинација остваривала снагу од 70.000 коњских снага (52 MW) што је било довољно да две бродске елисе потјерају крстарицу Бејнбриџ до вршне брзине од 30 чворова.
Занимљиво је да су крстарице класе Леаху својим класичним парним погоном постизале вршну брзину од 32 чвора, али то су постизале захваљујући снази од чак 85.000 коњских снага. Уз то, како су се шипке нуклеарног горива споро трошиле Бејнбриџ је могао своју брзину крстарења приближити врло близу својој вршној брзини, онолико колико је то допуштала издржљивост парних турбина. Пракса је показала да је Бејнбриџ могао пловити брзинама између 29 и 30 чворова и више од 15 дана без прекида, што крстарице класе Леаху никако нису могле.

## Електронска опрема
Како Бејнбриџ није требало да служи као експериментални брод за нове радарске системе није имао током свог оперативног вијека ни приближно тако велике проблеме са електронском опремом као крстарица Лонг Бич. Основна намјена те крстарице била је противваздушна одбрана флоте, посебно носача авиона, те је опремљена у складу с тиме.
Од поринућа до прве велике модернизације основни систем за контролу ваздушног простора био је 3Д радарски систем СПС-39. Тај је радар могао осматрати до удаљености од 160 наутичких миља (288 km), а замијењен је већ при првој великој модернизацији брода обављеној од 1974. до 1976. године. На његово је мјесто постављен знатно савременији 3Д радар АН/СПС-48. Тај је радар и данас у употреби на многим ратним бродовима. Ради у фреквенцијском распону од 2,9 до 3,1 GHz. Максимална зона осматрања му је 400 km и може пратити циљеве који лете до висине од 30.000 m. И данас је то врло савремен радар.
Како брод не би зависио о само једном радару за осматрање ваздушног простора током модернизације брода од 1983. до 1985. на крмени је јарбол постављена антена радарског система АН/СПС-49. То је најраширенији морнарички радар Америчке ратне морнарице и међу три је највише коришћена бродска радара у свијету. Иако је 2Д радар, очигледно је врло поуздан и отпоран на ометања. Ради у фреквенцијском распону од 850 до 942 MHz, а зона мотрења му је врло великих 457 km. Да би се антена могла поставити на брод морали су уклонити дотадашњи цјевасти крмени јарбол и поставити знатно већи решеткасти. За навигацију и мотрење морске површине на врх средишњег јарбола поставили су антену радара АН/СПС-67. Како је један од задатака крстарице Бејнбриџ била и противподморничка борба у прамац је постављен активни сонар Сперру CQQ-23. Тај је сонар коришћен за претраживање подморја те за израчунавање параметара за извођење напада противподморничким ракетним системом АСРОЦ.

## Наоружање
Од самог почетка крстарица Бејнбриџ је наоружана моћним вођеним ракетним противваздушним системима. У тренутку поринућа опремили су је с два двострука лансера ПВО ракетног система Териер. По један двоструки лансер постављен је на прамцу и крми брода сваки с по 40 ракета спремних за лансирање. Вођени ракетни ПВО систем Териер ушао је у оперативну употребу 1956., тако да је Америчка ратна морнарица њиме могла наоружати и своје најновије крстарице на нуклеарни погон. Прве су ракете имале вођење по радарском снопу, али су већ 1957. успјешно обављене демонстрације Териера с радарским полуактивним самонавођењем. Максимални домет ракете РИМ-2Ф био је 35 km.
На основама Териера развијен је и ПВО вођени ракетни систем Стандард. Како је рад на новом ракетном систему текао врло добро оперативна способност постигнута је већ 1969. откад је постављен на велики број ратних бродова америчке и других ратних морнарица у свијету. На Бејнбриџу Стандард је постављен током велике модернизације од 1974. до 1976. Како би се осигурало навођење ракета на циљеве постављени су и радарски илуминатори Спери СПГ-55Ц домета 51 километар, што је било довољно за ракету домета 48,3 km.
И на крстарици Бејнбриџ задатак борбе против подморница добио је ракетно-торпедни систем АСРОЦ. Тај је систем и данас у употреби на најсавременијим америчким ратним бродовима иако је остало врло мало сличности с почетном верзијом. АСРОЦ је успио ујединити способност дјеловања с брода и брзог доласка до циља кроз ваздух и воду. Летећа конструкција састојала се од двоструког стартног мотора на чврсто гориво и падобрана за спуштање експлозивног терета у воду на одређеној тачки након дуге балистичке путање. За стабилизацију лета служила су се четири репна крилца док је управљање осигурано с четири делта крила смјештена мало иза средине пројектила. Експлозивни терет је најчешће лако вођени торпедо калибра 324 mm (најчешће Мк 46). За АСРОЦ су се на Бејнбриџ користили лансером Мк 16 с осам кутија. Из тог су се лансера могле лансирати и ракете Стандард али не постоји податак да се то икада догодило. Верзије АСРОЦ-а коришћена на крстарици Бејнбриџ била је дугачка 4,6 m, пречника тијела 320 mm и распона крила 845 mm. Домет торпедом Мк 46 био јој је 9,9 km. АСРОЦ је у употреби и у већем броју других ратних морнарица.
Током 1979. на крстарицу Бејнбриџ уграђена су два четворострука лансера противбродских вођених пројектила Харпун. У тренутку постављања на крстарицу Харпун се сматрао најсавременијим противбродским пројектилом на свијету, а и данас је у самом врху. Навођење на циљ обавља се уз помоћ активног радара смјештеног у носу ракете. Током лета ракета одржава високу путну брзину од 0,9 Маха. Максимални јој је домет 130 km. Бојна глава масе 227 килограма довољна је да озбиљно оштети и бродове величине крстарице. Лансери су на Бејнбриџ постављени на крми брода, на мјеста гдје су стајали још прије уклоњени топови калибра 76 mm.
Како би се крстарици осигурала барем теоретска могућност одбране од брзих ратних бродова (као што су торпедни чамци) и борбених ваздухоплова на њу су још током градње постављена два аутоматска топа Мк 33 калибра 76 mm. Сваки је топ добио двије цијеви дужине 50 калибара те су имали брзину паљбе од 50 граната у минути по цијеви. Максимални домет топова био је 12 842 метра. Вјероватно како би се олакшало постављање топова на бродове сваки је имао свој аутономни радарско/оптички систем циљања који се показао неефикасним. Уз то укупна им је маса била око 15 тона те баш и нису били прикладни за постављање на све бродове тим прије јер нису пружали неку ватрену моћ а и захтијевали су посаду од чак 12 људи. Топови су на Бејнбриџ постављени на крменом дијелу брода, између крменог јарбола и постоља крмених радарских илуминатора. Ти су се топови у великом броју постављали на америчке бродове али су још бржим темпом укљањани, осим с неколико амфибијских бродова. Разлог је био у њиховој неефикасности и непоузданости те су захтијевали стално одржавање. Умјесто њих дио бродова је добио Фаланкс CIWS топовски систем, а дио бродова ракетни ПВО систем Си Спероу.
Бејнбриџ је умјесто топова Мк 33 добио два топа Мк 16 CIWS. Иако су ти топови калибра 20 mm њихова је ефикасност знатно већа од топова Мк 33, нарочито против противбродских вођених пројектила. Тај топовски систем сједињује топ са шест цијеви и нишански радар. Брзина паљбе је 3000 граната у минути, а максимални домет 1486 m. Потпуно је аутоматизован. Бејнбриџ је добио два CIWS топовска система на надграђу између два јарбола, а постављени су тако да је сваки бранио по један бок брода.